# Dimitrios Partsalidis
Dimitrios "Mitsos" Partsalidis (Griego: Δημήτρης Παρτσαλίδης) (1903 o 1905-22 de junio de 1980) fue un político comunista griego.

## Biografía
Fue un griego póntico nacido en Trebisonda. Durante el intercanvio de población entre Turquía y Grecia, Partsalidis fue expulsado a Grecia junto a todos sus paisanos ortodoxos. 
Se afilió al Partido Comunista de Grecia y se inmersó en la política. En 1934, con el respaldo de los cultivadores de tabaco, fue elegido alcalde de Kavala, siendo el primer miembro del Partido Comunista en ser elegido alcalde de cualquier ciudad griega. A él, le siguió una oleada de victorias electorales en los bastiones comunistas y los elegidos fueron apodados los alcaldes rojos. 
Durante la guerra civil griega, el 3 de abril de 1949, Partsalidis se convirtió en jefe del Gobierno Provisional Democrático formado por los comunistas en las zonas bajo su control efectivo, sucediendo a Nikolaos Zachariadis. Permaneció en el cargo hasta octubre de 1950 (en el exilio desde el 28 de agosto de 1949). En la batalla de Grammos-Vitsi, Ejército Democrático Griego comunista (DSE) fue derrotada y se vio obligado a exiliarse. 
En octubre de 1971, Partsalidis fue detenido por la junta militar griega de 1967-1974 junto a Charalambos Drakopoulos. Partsalidis murió el 22 de junio de 1980. Publicó sus memorias en 1978.

## Attribution
- This article contains text from the article Dimitrios Partsalidis at Phantis, a GFDL wiki.